# Seule Soromon
Seule Soromon   (Vanuatu, 14 d'agost de 1984) és un futbolista vanuatuenc que actualment juga com a davanter en els mesos d'estiu pel YoungHeart Manawatu i en els mesos d'hivern pel Wairarapa United, ambdós de Nova Zelanda.

## Trajectòria per club
En els seus inicis el vanuatuenc Seule Soromon jugà pel Suva FC de Fiji el 2007. L'any següent se n'anà al Wairarapa United de Nova Zelanda. L'octubre de 2008 va començar a entrenar amb el Team Wellington del Campionat de Futbol de Nova Zelanda, però acabà sent contractat pel Hawke's Bay United del mateix campionat. Amb el Hawke's Bay United va debutar el 9 de novembre de 2008 en un partit contra el Waikato FC en què marcà en el 14è minut, en un partit que acabaria 2 a 1 pel Hawke's Bay United.
En la temporada 2009-2010 Soromon va ser fitxat pel YoungHeart Manawatu on seria davanter juntament amb el samoà Desmond Fa'aiuaso. Va debutar per l'equip l'1 de novembre i des d'aleshores el vanuatuenc ha marcat més de 10 gols en un total d'uns 25 partits per l'equip.

## Trajectòria internacional
Va debutar amb la selecció de futbol de Vanuatu l'agost de 2007 en un partit contra Samoa. Va aconseguir marcar quatre gols en el seu segon partit, contra Samoa Nord-americana en un partit que acabaria en un 15 a 0. Amb la selecció vanuatuenca Soromon ha guanyat en quatre partits i ha perdut en quatre partits.

## Palmarès
- Copa Chatham (1): 2011.